# 柳德米拉·卢赞
柳德米拉·沃洛迪米里芙娜·卢赞（羅馬化：Liudmyla Volodymyrivna Luzan；1997年3月27日—），乌克兰皮划艇运动员，主攻划艇竞速。她最初练习体操运动，然而随着年龄增长，她开始难以完成更高难度的动作，同时也时常遭遇伤病，14岁时，她决定放弃体操。后来她在兄弟的介绍下，她开始练习皮划艇。2021年，卢赞入选乌克兰版福布斯30位30歲以下精英榜。